# Kyryło Czuprynin
Kyryło Czuprynin (ukr. Кирило Чупринін, ur. 22 lipca 1975 w obwodzie wołyńskim) – ukraiński strongman.
Urodził się w mieście Wysznewo, w obwodzie kijowskim. Obecnie mieszka w Kijowie, gdzie zarządza kilkoma projektami inwestycyjnymi, współpracując z międzynarodową grupą holdingowo-inwestycyjną Argento Patria Co.
Jednocześnie studiuje w Prezydenckiej Akademii Ukrainy, która specjalizuje się w kształceniu przyszłych przywódców tego kraju.
- wzrost 194 cm
- waga 150 kg
- biceps 50 cm
- klatka piersiowa 140 cm
- udo 84 cm

## Osiągnięcia strongman
- 2005
  - 2. miejsce - Drużynowe Mistrzostwa Świata Strongman 2005
- 2006
  - 1. miejsce - Drużynowe Mistrzostwa Świata Strongman 2006
- 2007
  - 4. miejsce - Mistrzostwa Ukrainy Strongman
  - 1. miejsce - Drużynowe Mistrzostwa Świata Strongman 2007
- 2008
  - 6. miejsce - Mistrzostwa Ukrainy Strongman
  - 3. miejsce - Drużynowe Mistrzostwa Świata Strongman 2008